# زیر بار رفتن
«زیر بار رفتن» (به انگلیسی: Fall in Line) ترانه‌ای از خواننده و ترانه‌سرا آمریکایی کریستینا آگیلرا با همراهی آوازهای خواننده آمریکایی دمی لواتو برای هشتمین آلبوم استودیویی‌اش رهایی (۲۰۱۸) است. این ترانه در ۱۶ مه ۲۰۱۸ به‌عنوان دومین تک‌آهنگ آلبوم ازطریق آرسی‌ای رکوردز منتشر شد.
این ترانه به عنوان یک سرود فمینیستی شناخته شده و توانمندسازی زنان را ترویج می‌کند. و از آن به‌عنوان دنباله‌ای برای ترانه نمی‌توانید ما را سرکوب کنید یاد می‌شود. «زیر بار رفتن» در شصت و یکمین مراسم جایزه گرمی ترانه نامزد دریافت جایزه گرمی بهترین اجرای پاپ دونفره/گروهی شد.